# Cobain - Più pesante del cielo
Cobain - Più pesante del cielo (Heavier Than Heaven) è un libro di Charles R. Cross, pubblicato negli USA nel 2001 e in Italia da Arcana nel 2002.
Il libro cerca di descrivere molto da vicino la vita del cantante dei Nirvana, Kurt Cobain. Infatti lo segue dalla sua infanzia fino al momento della sua morte, avvalendosi dei suoi diari (al momento della stesura non ancora editi), di alcune interviste ma soprattutto dell'aiuto della vedova di Kurt: Courtney Love.
Il titolo si riferisce al tour europeo del 1989 a supporto di Bleach, fatto con i Tad e chiamato appunto Heavier Than Heaven, alludendo al peso del cantante Tad Doyle e alla pesantezza della musica da loro suonata.